# قناة 33 (إسرائيل)
قناة 33 (بالعبرية: ערוץ 33 عروتس 33) هي قناة تلفزيونية إسرائيلية عامة فضائية وأرضية موجهة للعرب، انطلقت بتاريخ 1994.

## انظر ايضاً
- قناة مكان
- التلفزيون التربوي الإسرائيلي

## وصلات خارجية
- الموقع الإلكتروني